# 拉苏拉
拉苏拉（義大利語：Rasura），是意大利松德里奥省的一个市镇。总面积5平方公里，人口296人，人口密度59.2人/平方公里（2009年）。国家统计（ISTAT）代码为014055。